# 두터운 꼬리 분포
두꺼운 꼬리 분포(Heavy-tailed distribution)란 지수함수보다 느리게 감쇠되는 꼬리를 가진 분포이다.

## 예시
다음은 한 꼬리가 두터운 꼬리인 분포이다.
- 파레토 분포;
- 로그 정규분포;
- 레비 분포;
- 베이불 분포
- 버 분포;
- 로그 로지스틱 분포;
- 로그 감마 분포;
- 프레셰 분포;
- 로그 코시 분포,

다음은 두 꼬리가 두터운 꼬리인 분포이다.
- 코시 분포
- 안정 분포
- t-분포

## 같이 보기
- 긴 꼬리
- 멱법칙
- 일반화 극값 분포
- 아웃라이어